# محوطه پارچه اکبر
محوطه پارچه اکبر مربوط به دوران اسلامی، قرون ۶ ـ ۵ ه.ق است و در شهرستان دهلران، جنب تأسیسات شن و ماسه خوران واقع شده و این اثر در تاریخ ۳۰ دی ۱۳۸۵ با شمارهٔ ثبت ۱۶۹۱۵ به عنوان یکی از آثار ملی ایران به ثبت رسیده است.